# Costești
Costeşti – miasto w Rumunii, w okręgu Ardżesz. Liczy 12 tys. mieszkańców (2006).